# Pseudecheneis koladynae
Pseudecheneis koladynae är en fiskart som beskrevs av Anganthoibi och Vishwanath 2010. Pseudecheneis koladynae ingår i släktet Pseudecheneis och familjen Sisoridae. Inga underarter finns listade i Catalogue of Life.